# 鄭金声
鄭 金声（てい きんせい）は中華民国の軍人。北京政府、国民軍に属した。馮玉祥配下の「五虎将」の1人とされることがある。原名は嘉達。字は振堂。

## 事跡
幼年期は私塾に学び、その後は農業、漢方薬製造、草鞋編みなど様々な職業を遍歴している。1900年（光緒26年）、袁世凱の新建陸軍に加入した。その後、1907年（光緒33年）に東北に赴任して隊官となり、この時に馮玉祥と知り合い、義兄弟の契り（「換帖兄弟」）を結んだ。辛亥革命後に管帯に昇進している。
民国時代に入ると、騎兵団団長、綏遠第1混成旅旅長などの地位に就いた。1924年（民国13年）10月の北京政変（首都革命）にも参与している。国民軍が結成されると、国民軍第1軍第3師師長に任命された。1926年（民国15年）、馮玉祥の部隊の総参賛となる。同年4月、国民軍が他の北洋軍に圧迫されて北京から撤退した後には、鄭金声は東路軍第1軍軍長に任ぜられた。そして南口大戦において、国民軍圧倒的不利の状況の中、他の北洋軍を相手に善戦している。9月の五原誓師後には、河南省で国民革命軍第2集団軍第6軍軍長に任命された。
1928年（民国17年）の中国国民党の北伐では、劉鎮華が率いる第2集団軍第2路副総指揮に任命され、山東省に進軍した。しかし、同年5月、山東省曹県で部下の師長である姜明玉に叛逆されて捕えられ、山東省を支配していた張宗昌に引き渡されてしまった。
同年11月6日、張宗昌の命令により、鄭金声は済南で銃殺に処された。享年50。なお張宗昌は、1932年（民国20年）9月に、鄭金声の甥である鄭継成に済南駅で殺害されている。